# R.C. Cola
La Royal Crown Cola (la cui denominazione nel corso degli anni si è abbreviata in R.C. Cola) è stata negli anni 1970 e anni 1980 una bevanda alternativa alla Coca-Cola ed alla Pepsi-Cola, brand che in quel periodo controllavano il mercato delle vendite dei prodotti con quelle caratteristiche. Fu inventata nel 1905 negli Stati Uniti, in Georgia, dal farmacista di Columbus George Hatcher. È di proprietà della compagnia Keurig Dr Pepper nel mercato degli Stati Uniti e della Cott Corp. nel resto del mondo.

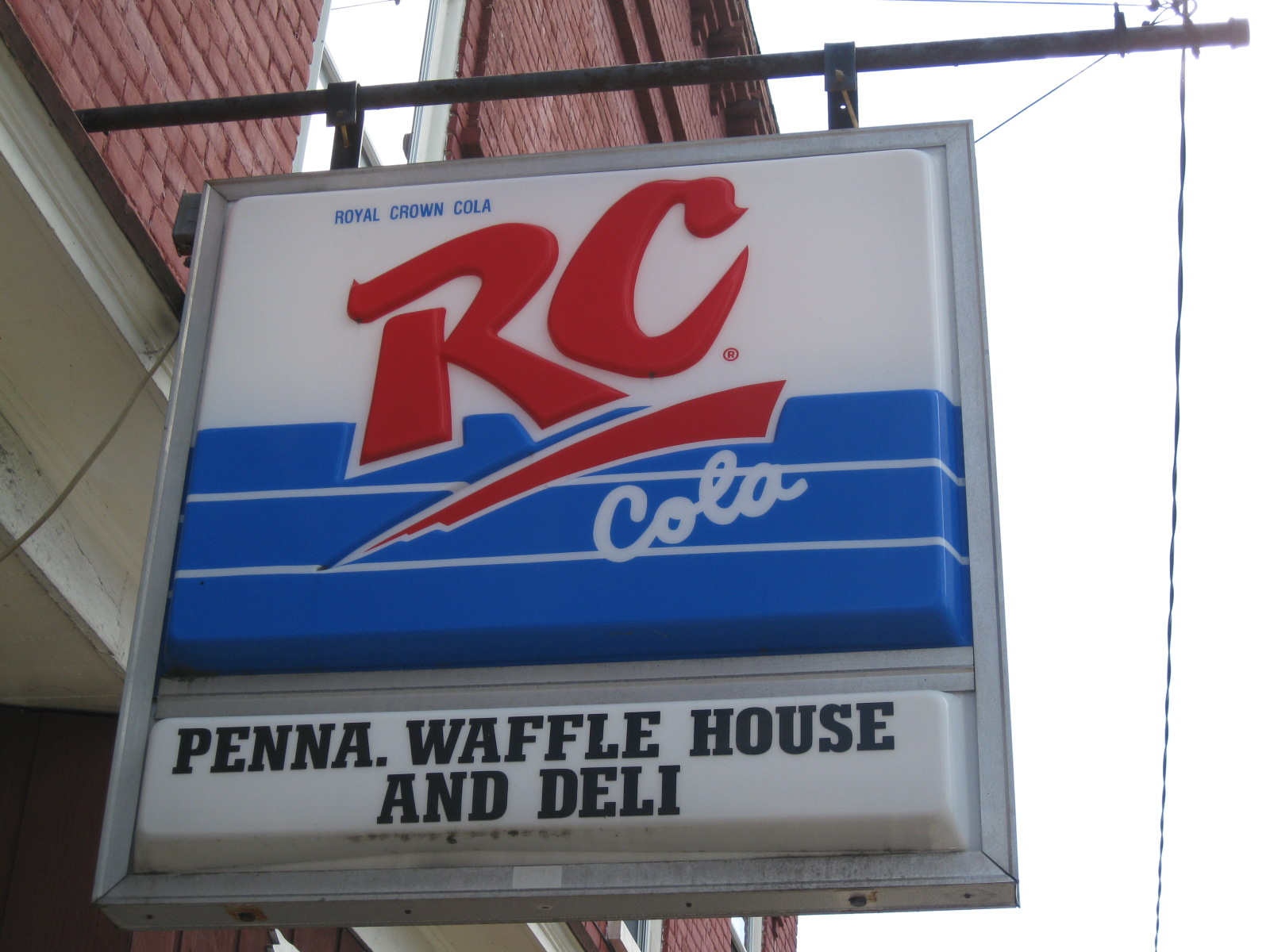
Un'insegna RC Cola in un locale a Jersey Shore in Pennsylvania

La Royal Crown Cola è stata presente sul mercato italiano dal 1971 al 1986: veniva infatti prodotta su licenza dalla Sanpellegrino. Quando la compagnia italiana decise di non rinnovare il rapporto di franchising con il gruppo americano per lanciare nel 1987 la One O One, cioè un brand di cola di sua esclusiva proprietà, la RC Cola non fu più commercializzata in Italia ed è tuttora disponibile solo tramite importazione.

## Storia
La Royal Crown Cola è nata nal 1905 ed è oggi presente nei mercati di circa 60 Paesi del mondo.
Claude Hatcher, un giovane farmacista che viveva a Columbus, in Georgia, iniziò a creare bevande analcoliche che costituirono poi i prodotti di punta dell'azienda; questa, inizialmente a conduzione familiare, divenne un'enorme realtà commerciale internazionale.
Il suo gusto (abbastanza simile a quello delle sopracitate bibite) ha riscosso per diversi anni parecchio successo e si è creato una sua nicchia di mercato, tanto da essere poi imitato da altre aziende produttrici che hanno immesso sul mercato bevande simili nel nome, ma di sapore differente.
La Royal Crown Cola nacque in Georgia, lo stesso Stato dove, ad Atlanta, era nata la Coca-Cola: Hatcher, notando il larghissimo successo ottenuto tra i consumatori di quella che è considerata una delle bevande americane per eccellenza, decise di avviare per conto proprio nelle cantine del negozio la produzione di un drink che potesse riscuotere tra i consumatori lo stesso successo ottenuto dalla Coke. Dopo aver fondato un'apposita società di produzione, la Union Bottling Works, nel 1905 fu lanciata la Royal Crown Ginger Ale; la bevanda (il cui nome regale era stato appositamente studiato per conferirle un tocco di classe) riscosse successo e fu da lì a poco da una versione alla fragola, e nel 1910 la Chero-Cola, versione alla ciliegia della bevanda: Hatcher, ormai dedito al business dei soft drinks,  decise di abbandonare l'attività di farmacista e di fondare la Chero-Cola Inc.; la Coca-Cola Company però, notando una certa assonanza del nome del concorrente con il proprio, citò in giudizio la compagnia pretendendo un cambio di denominazione, in quanto quella adoperata dalla società di Hatcher poteva confondere i consumatori. Hatcher fu così costretto ad elidere il termine Cola dal nome della compagnia; nel 1925 fu deciso di rinominare completamente la società in Nehi Corporation (Nehi era la più popolare bibita prodotta dalla compagnia: il suo significato era una contrazione slang per Knee High). Claude Hatcher scomparve nel 1933; la guida dell'azienda passò al manager e businessman H.R. Mott. Mott comprese subito che per lo sviluppo dell'azienda servisse un prodotto in grado di far breccia tra i consumatori; affidò così al chimico della società, Rufus Kamm, il compito di sviluppare qualcosa di alternativo alla Coca-Cola.
Fu così che nel 1934 la Chero-Cola fu riformulata senza l'aroma di ciliegia e ribattezzata Royal Crown. Nel 1944 il tribunale stabilì, ribaltando la sentenza precedente, che Coca-Cola Co. non deteneva l'uso esclusivo della denominazione cola nelle bevande di quel genere: pertanto, la Nehi conquistò il diritto di nominare la propria bevanda Royal Crown Cola. Nel 1959, la Nehi Corporation decise di ribattezzarsi Royal Crown Cola Company, dal nome della sua bevanda più famosa. Intanto, nel 1958, l'azienda aveva cominciato la preparazione di una cola che potesse essere senza caffeina e con meno quantità di zuccheri; ricevuta l'autorizzazione dalla Food and Drugs Administration (FDA) americana, nel 1962 fece la sua comparsa sugli scaffali la Diet-Rite Cola, prima cola dietetica in assoluto immessa sul mercato, precursore di tutte le bevande di questa tipologia. Il successo fu talmente elevato che Coca-Cola Company e PepsiCo, per il timore di un'erosione delle proprie quote di mercato, risposero a stretto giro lanciando due prodotti equipollenti: la Coke rispose con Tab, la PepsiCo con la Diet Pepsi; tuttavia la Diet-Ride restava leader di mercato nel settore. A metà degli anni sessanta, un'indagine della 
FDA circa il contenuto della formula delle bevande dietetiche, e di quali fossero le sostanze effettivamente usate per produrle, arrivò alla conclusione che il ciclamato, dolcificante artificiale usato nella ricetta in sostituzione di quelli adoperati nelle cole tradizionali, potesse avere effetti cancerogeni. Dopo aver commissionato alcuni studi, la FDA tolse all'ingrediente la classificazione di sicurezza (GRAS).
A causa del risalto mediatico avuto dalla notizia tra i consumatori, le vendite delle cole dietetiche precipitarono rovinosamente. La Royal Crown decise allora di sostituire l'elemento usato per la Diet-Rite con la saccarina; ma non essendo più il gusto del prodotto quello di prima, il pubblico voltò le spalle alla bevanda. La compagnia fu quindi costretta a tornare concentrarsi sul suo business della cola tradizionale, rilevò la Texsun e la Adams Packing, due produttori minori di succhi di frutta, e tentò di diversificare il suo business verso perimetri largamente lontani da quelli usuali con l'acquisto di aziende d'arredamento. Nel 1976 fu rilevata la catena di fast food Adams Burger (Arby's). Divenuta ormai però solamente un player minore in quello che doveva essere il suo mercato fondamentale, cioè quelle delle cole, schiacciata dal dominio di Coke e Pepsi, la compagnia fu messa in vendita e nel 1984 la Royal Crown Companies Inc. fu rilevata dalla Chesapeake Financial Corporation, una sussidiaria della DWG, holding facente riferimento al finanziere miliardario statunitense Victor Posner. Sotto la nuova gestione, fu deciso lo spostamento del quartier generale della compagnia dalla sede di Atlanta a Miami; la guida della società fu affidata al manager James Harralson, appuntato nuovo CEO del Gruppo, il quale dopo aver dapprima valutato e successivamente scartato la possibilità di nuove acquisizioni per l'espansione dell'azienda, decise lo sviluppo per linee interne con il lancio di prodotti quali Cherry RC, Diet RC ed una linea di otto combinazioni diverse di Diet Ride. La società ebbe un riposizionamento di mercato, con le vendite tornate a crescere dell'8% per il brand Royal Crown e del 56% per Diet Ride; tale periodo, risalente alla metà degli anni ottanta, viene ricordato come quello dei RC's Feisty Years (per l'appunto gli anni esuberanti di R.C.). Ma agli inizi degli anni 1990 l'impero finanziario di Posner cominciò a sgretolarsi: nel 1993, i giudici sentenziarono l'esclusione del finanziere dal controllo di ogni public company.
Royal Crown Companies fu quindi lasciata senza un azionista di riferimento e fu costretta a ridimensionare il suo business, con la conseguente chiusura del sito produttivo di Miami. La DWG, holding di Posner controllante del gruppo, fu quindi rilevata nello stesso anno dalla Trian Companies Inc. di Nelson Peltz and Peter May, che diventano nuovi azionisti di riferimento della compagnia; poco dopo la finanziaria cambia nome in Triarc Inc. e, dopo aver rilevato nel 1997 l'azienda di bevande Snapple Beverage dalla Quaker Oats, vi include tutti i brand già detenuti nel settore, compreso quindi Royal Crown. Nel 2000 la Snapple Beverage viene rilevata dalla Cadbury Schweppes. Nel 2001 Cadbury Schweppes cede i diritti del brand Royal Crown Cola per i mercati internazionali alla compagnia nordamericana Cott Corporation.

## Situazione attuale
Nel gennaio 2018 Dr Pepper Snapple Group è stata rilevata dalla società statunitense Keurig Green Mountain, la quale ha rinominato la compagnia Keurig Dr Pepper, divenuta nuova titolare del brand Royal Crown Cola per il mercato degli Stati Uniti. Nei mercati di tutto il mondo, il marchio rimane di proprietà di Cott Corporation, che lo aveva acquisito da Cadbury Schweppes nel 2001, detenuto attraverso la sua sussidiaria Royal Crown Cola International LLC. Nel febbraio 2019 Cott cede la sua divisione soft drink al gruppo olandese del settore beverage Refresco. L'operazione, costata 50 milioni di dollari, prevede la contestuale cessione da parte di Refresco della divisione RCI International, proprietaria del brand Royal Crown nei mercati al di fuori dal continente americano, alla RC Global Beverages Inc., una holding finanziaria con sede nelle Isole Vergini britanniche.